# Bodrogi László
Bodrogi László (Budapest, 1976. december 11. –) a legeredményesebb magyar országúti-kerékpárversenyző. 2008-ban megkapta a francia állampolgárságot is, innentől kezdve francia színekben versenyzett tovább. Egyéni időfutamban világbajnoki ezüst- és bronzérmet szerzett.

## Életpálya
Középiskolai tanulmányait a Kispesti Deák Ferenc Gimnáziumban végezte.

## Pályafutása
Cselgáncsozóként kezdett sportolni. 1988-ban kipróbálta magát egy soltvadkerti amatőr kerékpárversenyen, ahol harmadik helyezést ért el. Ezt követően váltott a kerékpározásra. A Ferencváros versenyzője lett. Edzői Mahó László és Takács Gyula voltak. 1990 nyarán kikerült Franciaországba, az ott dolgozó édesapja révén. Franche-Comtéban tizenkét regionális versenyen indult, amiket mind megnyert. Közben az ACB Besançon versenyzője lett. 1992-ben a BVSC, 1993-ban a KSI, 1994-1995-ben a Ferencváros színeiben indult. 1995-ben az U23-as Európa-bajnokságon a mezőnyversenyben 87. helyen ért célba. A felnőtt időfutam világbajnokságon 38. volt. 1996-tól az Amicale Cycliste Bisontine versenyzőjeként szerepelt Franciaországban. 1996-ban nyerte első felnőtt magyar bajnoki címét. Az atlantai olimpián a mezőnyversenyben negyedórás hátrányba került az élcsoporthoz képest, így a szabályok szerint kiintették a versenyből. Az U23-as időfutam világbajnokságon 11. volt.
1997 júliusában megállapodott a Festina kerékpárcsapattal, hogy szeptembertől az év végéig stagiaire (ideiglenes) státusszal csatlakozhat a csapathoz. Szeptemberben az U23-as Európa-bajnokság időfutamában negyedik volt. Októberben az U23-as világbajnokságon az időfutamban második, a mezőnyversenyben 37. volt. A vb után szerződést kötött a Festinával, ami szerint a következő évet a Festina utánpótlás csapatánál tölti, és a szezon közepén tárgyalnak az esetleges 1999-es szerződéséről a Festinával. 1998 augusztusában harmadik lett az U23-as Európa-bajnokságon. Az U23-as világbajnokság időfutamában ötödik, a mezőnyversenyben 61. helyezést ért el. A vb után a Festina közölte, hogy nem szerződteti Bodrogit. November végéig profi csapattól csak olyan szerződéstervezetet kapott, amely feltételként szabta 210 000 francia frank befizetését a csapat részére. Mivel az összeg nem állt rendelkezésre és az átigazolási határidő november végén lejárt, így az amatőr CC Etupes versenyzője lett. 1999-ben nem vett részt a magyar bajnokságon. Szeptemberben stagiaire szerződést kapott a VC Saint-Quentintől, amelynek színeiben a Tour de l’Aveniren indult. A verseny után kétéves szerződést kötött világranglistavezető a Mapei-Quick Step csapatával.
2000 januárjában a felkészülését Toszkánában kezdte meg. Február hatodikán szerepelt először versenyen a Mapei színeiben. A GP Costa degli Etruschin a győztessel azonos idővel, a mezőnnyel érkezett a célba. Ezt követően a Mediterrán körversenyen szerepelt, majd február végén az Argentin körversenyen indult. A dél-amerikai viadalon megnyerte a prológot, ezzel megszerezte első profi gőzelmét. A versenyből a Mapei, egy halálos baleset miatt a hatodik szakasz után visszalépett. Márciusban néhány egynapos verseny után Normandiai körversenyen szerepelt, ahol a prológon 10. volt, az ötödik szakaszt egy szökés után megnyerte, összetettben 13. lett. Ezt követően Besançonban, majd két héten át a Sierra Nevadában készült. Az április végi GP Kanton Aargaunon indult újra versenyen, amit feladott. Májusban a Békeverseny volt a fő versenye. A negyedik szakaszon, ami időfutam volt ötödik helyezést ért el, összetettben a 61. helyen végzett. A szezont a szlovén körversenyen folytatta, ahol megnyerte a prológot. Összetettben a 11. helyezést szerzett. Júniusban a Coppa delle Nazioni időfutamversenyen az ötödik legjobb időt érte el. A Svéd körverseny negyedik szakaszán ötödik, összetettben 41. lett. A hónap végén megnyerte a mezőny és az időfutam magyar bajnokságot is. Júliusban Dijonban egy kritériumversenyen lett nyolcadik, majd az azt követő időfutamot megnyerte. Augusztus elején a Criterium de Marcolesen szerepelt és 14. helyezést szerzett. Ezután a Regio Touron indították, ahol 11. lett. Egy hét múlva a Holland körversenyen szerepelt. Itt a prológon és a 3b szakasz időfutamában is második lett, összesítésben 21. volt. A szeptemberi Tour de l’Aveniren megnyerte a 2. szakaszt, és a nyolcadik szakaszig vezette a versenyt, amin végül 21. lett. A következő versenye a GP des Nations időfutam volt, ahol a harmadik helyhez volt elég a teljesítménye. A hónapot Daniele Nardellóval a Duo Normand páros időfutamon aratott győzelemmel zárta. Októberben a Circuit Franco-Belge verseny második szakaszán negyedik helyezett volt, összetettben kilencedik lett. A világbajnokságon a 47 kilométeres időfutamban a győztes Goncsartól mindössze 24 másodperccel elmaradva bronzérmet szerzett. A vb után a Chrono des Herbiers időfutam volt a következő versenye, amin harmadik helyen végzett. Október végén kisebb műtéten esett át, melynek során egy korábbi operációban felhasznált fémlemez távolítottak el a kulcscsontjáról.
A 2001-es versenyszezont február elején a mallorcai körversenyen kezdte meg. Az ötszakaszos versenyen a 16. helyezést szerezte meg. Egy hét múlva a Mediterrán körversenyen (Tour méditerranéen) állt rajthoz. Az 1. szakasz nagy részén egyedül volt szökésben, amit 8 km-re a céltól fogott meg a mezőny. A 2. szakaszon nyolc versenyzőtársával ismét szökött, de ezt a kísérletet is leszerelték 10 km-rel a cél előtt. Az utolsó, 6. szakaszon Sandy Casarral és Sylvain Chavanellel kezdeményezett egy közel 100 kilométeres, a cél előtt 1,5 km-rel befogott szökést. Az összesítésben 43. lett. Eztkövetően Olaszországban indult két versenyen. A Trofeo Laigugleián 38. volt. A Giro Riviéra Ligure Ponente 3. szakaszán sprintbefutóban szerezte meg a szakaszgyőzelmet és az összetett vezetést. Az utolsó szakaszon egy az első helyére veszélyes szökést 29 km-en keresztül üldözött és ért utol, majd a sprintbefutóban szerzett harmadik helyéért kapott 4 másodperces időjóváírással megnyerte a versenyt. Márciusban a Omloop Het Volkon megfázása miatt nem indult. A következő héten a Murciai körversenyen szerepelt, ahol az időfutamon negyedik, összesítésben 63. lett. Ezután belga egynaposokon állt rajthoz: Circuit du Brabant Wallon, Omloop van het Waasland-Kemzeke (26. hely), Nokere-Koerse (feladta), Dwars door Vlaanderen (két bukás után feladta). Az áprilist a Critérium Internationalon elért 41. helyezéssel kezdte. A van De Panne – Koksijde időfutamán nyolcadik, összesítésben 36. lett. A Gent-Wevelgemet fejfájása miatt feladta. A Párizs–Roubaix-kerékpárversenyt 40 kilométerrel a cél előtt adta fel. A verseny után bedagadtak a térdei, ezért nem indult a Lombard körversenyen. A Grote Scheldeprijs-Schotenen és a májusi Rund um den Henninger Turmon nem ért célba. Május további részében már csak a Békeversenyen vett részt, ahol 12. lett. A júniust a Tro-Bro Léonon elért 19. helyezésével kezdte. A Schynberg Rundfahrton 17. volt. A svéd körversenyen megnyerte a 4. szakaszt, összesítésben ötödik helyezett lett. Néhány nap múlva az Omloop van de Westkust-de pannén 11.-ként ért a célba. A magyar bajnokságon megnyerte az időfutamot, a mezőnyversenyben negyedik lett.
2001 júliusában a portugál Alentejói körversenyen állt rajthoz. A versenyen megnyerte az 5. szakaszt (34 km időfutam), ami hozzásegítette az összetett győzelemhez is. Ezután háromhetes szabadságot kapott. Az augusztusi Regio Touron 70. helyezést ért el. A Joseph Voegeli memorial páros időfutamversenyen Fabian Cancellarával ötödik helyezést szereztek. A Holland körversenyen az összetettben a 12. helyen állt, de az utolsó szakaszt nem teljesítette. A következő versenye a Tour de l'Avenir volt. Megnyerte a 3. és a 7. (26 km időfutam) szakaszt. Összesítésben 31. lett. A GP des Nations 74 km-es időfutamversenyen 11 másodperc hátránnyal a második helyen végzett. Az októberi GP Bruno Beghellin 25.-ként ért a célba. A Paris-Bourges-on 36. lett. A világkupába is beleszámító Paris-Tours-on két másodperc hátránnyal 81. helyen érkezett a célba. A világbajnokságon az időfutamon ötödik, a mezőnyversenyben 93. helyen végzett. A Giro del Piemontén egy 17 fős szökevénycsoport akkora előnyt harcolt ki, hogy a teljes mezőnyt -melynek Bodrogi is a tagja volt- kiintették a versenyből. A Chrono des Herbiers időfutamon ezúttal a második lett.
2002-ben már január közepén versenyen indították. Az ausztráliai Tour Down Underen az 50. helyezést szerezte meg. Ezután februárban előbb a Mallorca Challengen, majd a Mediterrán körversenyen szerepelt, ahol 37. lett. A hónapot a Giro Riviérán zárta. A márciust két belga egynapos versenyen kezdte. Az Omloop Het Volkon 13., a Kuurne-Bruxelles-Kuurne viadalon 77. lett. A Párizs–Nizza versenyen megnyerte a prológot (5,2 km időfutam), összetettben 24. volt. A Milánó–Sanremo világkupa versenyen Bodrogi tagja volt egy 130 kilométeres szökésnek, amit 35 km-rel a cél előtt befogott a mezőny. Végül 164.-ként, közel negyedórás hátránnyal érkezett a célba. Március végén belga egynaposokon indult. A Dwars door Vlaanderen egy 40 kilométeres szökés végén a második helyért zajló sprintet megnyerte. A GP E3-Harelbekén egy bukás után felzárkózott, a célban a mezőnyhajrát megnyerve 17. lett. A Brabantse Pijl a felkészülését szolgálta a következő versenyére, ezért 130 km után kiállt. Az áprilisi De Panne-Koksijde körverseny első szakaszán egy szökés után ötödik lett. A 3a szakasz után már a 3. helyen állt az összetettben. A záró 3b szakaszon a rajtja előtt 40 perccel eltört az időfutam-kerékpárjának a kormánya, amit a szerelők már nem tudtak megjavítani és tartalék gép sem állt a rendelkezésre, így hagyományos országúti-kerékpárral teljesítette a távot. A szakaszon 16. lett, az összetettben hatodik. A világkupába is beszámító Flandriai körversenyen 45. helyen érkezett a célba. A Gent–Wevelgemet 22. helyen zárta. A Párizs–Roubaix-n 100 km-től részt vett egy csoportos szökésben, melyek során egyszer bukott és kézsérülést szenvedett. Kb 60 km-rel a cél előtt a sártól beragadt fékjei miatt kénytelen volt megállni és megoldani a problémát, de csak a kerékpár csere segített. A verseny után elmondta, hogy a műszaki gond nélkül sem lett volna már elég ereje, hogy az élmezőnnyel fejezze be a versenyt, amit végül 25 perces hátránnyal teljesített, de már nem rangsorolták. A Flandriai Nagydíjon Tom Steels sprintjének felvezetésében vett részt. A főmezőny végén, a 93. helyen ért célba. Másnap a GP de Denain-n feladta a versenyt. A Tour de Romandie két időfutamán az ötödik és a hatodik legjobb időt teljesítette. Az összetettben 87. volt. A verseny után többhetes pihenőt kapott. Deutschland Touron az időfutamban negyedik helyezést szerzett, összesítésben 37. lett. A hónap közepén a Coppa delle Nazioni-Memorial Fausto Coppi időfutamon második lett. A Katalán körversenyen az ötödik szakaszon feladta a viadalt. A hónap utolsó versenye a magyar bajnokság volt, ahol az időfutamban megvédte a bajnoki címét, a mezőnyversenyben 10. lett.
Júliusban első magyarként indult a Tour de France-on. A prológon 10. lett. Az időfutamok közül a kilencedik szakaszon ötödik, a 19. szakaszon harmadik helyezést ért el. Összetettben a 62. helyre sorolták. Az augusztusban Hamburgban rendezett HEW Cyclassics világkupa futamon nem sokkal a cél előtt egy bukás kettészakította a mezőnyt, így Bodrogi a 107. helyen fejezte be a versenyt. A dán körverseny első szakaszán kilencedik, a másodikon és a harmadikon 16., a 4b időfutamon első helyezést szerzett. Ezzel összetettben a harmadik helyen végzett. A GP Eddy Merckx páros időfutamot Cancellarával megnyerték. A Trofeo Melinda egynapost feladta. A Giro del Friulin az üldöző csoportban érkezett célba. Szeptember elején a Coppa Placcin (feladta) és a Giro di Romagnán (59.) indult. A Párizs-Brüsszel versenyen 42. helyen érkezett a célba. A GP de Fourmies-en nem sokkal a cél előtt kialakult szökés tagja volt. A sprintben a negyedik helyet szerezte meg. A GP des Nations időfutamon a tavalyi versenyhez hasonlóan ismét második lett. A Circuit Franco-Belgét két szakasz után feladta. Az októberi Párizs-Bourges-on a limitidőn kívül érkezett a célba. Ezután a világbajnokság helyszínén Zolderben folytatta a felkészülését. A vb-n az időfutamon negyedik lett, a mezőnyversenyt feladta. A Chrono Des Herbiers időfutamon negyedik helyezett lett. A szezont a Japán nagydíjon elért 20. hellyel zárta.
Csapata főszponzora a Mapei a kerékpársporthoz kapcsolódó doppingügyek miatt beszüntette a támogatást. Bodrogi 2003-tól a Mapei alapjaira épített Quick Step-Davitamonban versenyzett tovább. A versenyszezont február elején kezdte meg a katari körversenyen, ahol a 3. szakaszon bukott. A szakaszt még teljesítette, de az orvosi vizsgálat Szeméremcsont-sérülést állapított meg, így a versenyt feladta. Egy hónap után állhatott újra edzésbe. Újabb hónap után versenyezhetett ismét. A Route Adélie egynaposon a 70. helyen érkezett a célba. Néhány nap múlva a GP de Rennes-en lett 68. helyezett. Ezután a Sarthe körversenyen ért el 47. helyezést. Egy megfázás után indult a Flandriai nagydíjon és a Rund um Kölnön. Ezeket a versenyeket feladta. Első májusi versenye a dunkerque-i négynapos viadal volt, ahol 70. helyezést ért el. A belga körverseny második szakaszán harmadik, az időfutamon ötödik, összetettben 21. volt. A júniusi Deutschland Touron az időfutamon hatodik, összesítésben 16. helyezést ért el. A Route du Sud versenyen 47. lett. A magyar időfutam bajnokságot ismét megnyerte. A mezőnyversenyben nem indult. A Circuit Franco-Belge
A 2003-as Tour de France 5. szakaszán Bodrogi tagja volt egy 160 km-es sikertelen szökésnek. A szökevények a 14. kilométernél hagyták ott a mezőnyt. Előnyük a féltávnál már 3 percre nőtt. Bodrogi három részhajrát nyert és virtuálisan sárga trikós volt. A szökést 23 kilométerrel a céltól fogták meg. Az időfutamokon 15. és 5. lett. Az összetettben 108. volt. A Tourt követően páros időfutamon indult Michael Rogers-szel Karlsruhéban, ahol kilencedikek voltak. A holland körverseny időfutamán ötödik helyezést ért el, összetettben 15. lett. A GP Eddy Merckx páros időfutamon Rogers-szel második helyen végeztek. A szeptembert a hollandiai Delta Profronde egynapossal kezdte, ahol negyedik lett. Egy hét múlva a Párizs-Brüsszel versenyen egy szökést utolért kevéssel a cél előtt és a második helyet szerezte meg. Másnap a GP de Fourmies viadalon a 74. helyen érkezett a célba. A következő versenye az egyik legrangosabb időfutam , a GP des Nations volt, amin ötödik helyezést szerzett. A Circuit Franco-Belge harmadik szakaszán 160 km-en keresztül volt szökésben, de a cél előtt befogták. Az összetettben 21 lett. Október 1.-től a kanadai vb helyszínén tréningezett. A világbajnokság időfutamában 15., a mezőnyversenyben 39. helyezést ért el. A Chrono des Herbiers időfutamversenyen hatodik lett.
A 2004-es téli felkészülésének nagy részét Dél-Franciaországban végezte el. A szezont az ausztráliai Tour Down Underen kezdte meg, ahol 32. lett. Februárban a Mediterrán körversenyen 44. helyezést ért el. A következő hétvégén a francia Tour du Haut Varon 31. (a hideg, szeles, nedves időben 43-an értek célba), Classic Haribón 48. volt. Egy hét múlva a Omloop Het Volkon szerepelt volna, de a versenyt a havazás miatt törölték. A Nyugat-flandriai körverseny prológján a rajt után eltört a kerékpárja kereke, így 29. lett. A háromnapos versenyen összesítésben 64. helyezést szerzett. Az egyhetes Tirreno–Adriaticón 73.-ként zárt. A következő versenye a Dwars door Vlaanderen volt, amit a 44. helyen fejezett be. A hónapot a Critérium Internationalon elért 55. helyével zárta. Az áprilisi Driedaagse van De Pannén megnyerte a 13,7 km hosszú időfutamot az utolsó szakaszon. Ezzel a 14. lett összetettben. Ezután a Gent–Wevelgemen csapatával a későbbi győztes Tom Boonen sikerét készítette elő, így végül a szökevény csoport végén, a 25. helyen érkezett a célba. Néhány nap múlva a Párizs–Roubaix-kerékpárversenyen lett 52. A Giro del Trentinón 32. volt. Május elején a Nemzetközi Kerékpáros-szövetség bejelentette, hogy a világranglistán Magyarország nem tudta magát kvalifikálni az olimpiára, de Bodrogi tavalyi világbajnoki helyezésének köszönhetően egy szabadkártyát kapott. A 4 Jours de Dunkerque-et a negyedik szakaszon feladta. A Languedoc-Roussillon körversenyen 22. helyezést szerzett. A Tour de Luxembourg időfutamában negyedik, összesítésben 50. volt. Júniusban a Tour de Suisse kilencedik szakaszán, az időfutamban a második időt érte el. Az összesítésben a 24. helyen végzett. A versenyt követő napon a Quick.Step-Davitamon bejelentette, hogy nem indítja Bodrogit a Tour de France-on. A magyar időfutam bajnokságot megnyerte, a mezőnyversenyen nem indult.
Július végén a vallon körversenyen szerepelt. Az első szakaszon részese volt egy 130 km-es sikertelen szökésnek. A negyedik szakaszon egy újabb szökés után Jaan Kirsipuu mögött lett második. Az összetett versenyben 37. volt. Augusztusban a GP Città' di Camaiorén nem ért célba. 2004. évi nyári olimpiai játékokon a mezőnyversenyben több mint egy órát tekert Virenque-kel és Bäckstedttel  szökésben, végül a 74. lett. Az időfutamban a 22. időt érte el. Az ötkarikás játékok után nem hosszabbított szerződést a Quick Steppel. A Bodrogiért érdeklődő Française des Jeux, T-Mobile Team és Crédit Agricole közül utóbbival kötött kétéves szerződést. Augusztus végén a holland körversenyen szerepelt, ahol 9. helyen végzett. Szeptemberben a Vueltán indult. Napokon át torokgyulladása volt, így végül a 10. szakaszon feladta a versenyt. A veronai világbajnokságon az időfutamban 20. volt, a mezőnyversenyben nem indult.
A következő évet ismét a Tour Down Underen kezdte meg. A második szakaszon közel 100 km-en át volt tagja egy négyfős szökésnek. A versenyen a 17. helyen végzett. A Februárban az európai idénynyitónversenyen, GP d'Ouverture La Marseillaise-en indult először, ahol nem ért célba. A követő napokon a Etoile de Bessègesen ért el 35. helyezést. Az Omloop Het Volkon és a Kuurne-Bruxelles-Kuurnén nem fejezte be a versenyt. Márciusban a Párizs–Nizza utolsó szakaszán az időlimiten kívül ért a célba, így a versenyben nem értékelték. A Milánó–San Remón a 87., a Dwars door Vlaanderenen a 92. helyen végzett. A Critérium International második szakaszán az időkorláton túl érkezett meg a célba, így kizárták. Az áprilisi Flandriai körversenyen 77. lett. Hatodikán a Gent–Wevelgemen közel hét perc hátránnyal 63. helyen ért célba. Néhány nap múlva a Párizs–Roubaix-n az időlimiten kívül ért a célba. Tizenhatodikán a Tour du Finistère egynaposon huszonötödikként ért a célba, fél perc hátránnyal. Másnap a Tro Bro Lèonon lett 38. helyezett. A Tour de Romandie utolsó szakaszán, a 20 km-es időfutamban 12. helyen végzett. Az összesítésben 57. lett. Májusban a Tour de Picardie második szakaszán tagja volt egy hosszabb, de sikertelen szökevénycsoportnak. Az összetett versenyben 48. volt. Másnap a GP de Villersen indult, ahol a 29. helyen ért célba. Ezt követően a Tour de Vendée-n szerepelt. Itt tagja volt egy négyfős szökésnek, ami több mint másfélperces előnnyel érkezett a célba. A befutóban Bodrogi a második helyet szerezte meg. A Tour de Luxembourg első szakaszán tizedik, a harmadik szakaszon tizenegyedik lett. A negyedik szakaszon második lett a 10 kilométeres időfutamon. Ezzel az összetett élére állt. Az utolsó szakaszon tizenötödik lett és ezzel megnyerte a versenyt.
Később a Katyusa csapatban versenyzett.

## Eredményei
1990
- magyar serdülő 2. időfutam bajnokság: 3. hely

1991
- magyar serdülő hegyi bajnokság: 1. hely

1992
- magyar serdülő időfutam bajnokság: 6. hely
- magyar serdülő kritérium bajnokság: 2. hely
- magyar serdülő hegyi bajnokság: 2. hely
- magyar felnőtt pályabajnokság
  - 4000 méteres egyéni üldöző: 6. hely
- magyar serdülő pályabajnokság
  - repülőverseny: 2. hely
  - 2000 méterees időfutam: 1. hely
  - pontverseny: 1. hely

1993
- magyar ifjúsági időfutam bajnokság: 1. hely
- magyar ifjúsági páros időfutam bajnokság: 1. hely (Nagy Kornél)
- Vöslauer Jugendtour, Ausztria: összetett 45. hely
- Tour de Lorraine, Franciaország: összetett 40., hegyi pontverseny győztes
- Boron Nagydíj, Franciaország: 2. hely
- Dampierre Nagydíj, Franciaország: 4. hely
- Tour de Hongrie
- magyar felnőtt pályabajnokság
  - 4000 méteres egyéni üldöző: 6. hely
  - pontverseny: 5. hely
- magyar ifjúsági pályabajnokság
  - 3000 méter: 1. hely
  - 4000 méteres csapat üldöző: 1. hely

1994
- magyar felnőtt időfutam bajnokság: 6. hely
- Csepel-Kordax-kupa: összetett 6. hely
- magyar ifjúsági pályabajnokság
  - 3000 méter: 3. hely

1995
- U23-as Európa-bajnokság: 87. hely
- Tour Du Canton D'Audeux: összetett 2. hely, sprint pontverseny győztese
- országúti világbajnokság időfutam: 38. hely
- országúti világbajnokság mezőnyverseny: kizárva

1996
- U23-as időfutam világbajnokság: 11. hely
- magyar felnőtt időfutam bajnokság: 1. hely
- magyar felnőtt országúti bajnokság: 1. hely
- Tour de Hongrie: 4. szakasz 1. hely
- Prix de la vilié de Chaumont: 4. hely
- Prix d'Ornans: 1. hely
- Prix de la Roue d'Or: 7. hely
- Prix de Valentin: 11. hely
- Prix de Golbey: 4. hely
- Prix Gugumus: 6. hely
- Prix de la République du Saugeais: 12. hely
- Ronde du Pays de Hanau: összetett 16., 1 szakaszgyőzelem
- Tour de la Broye: összetett 1., 1 szakaszgyőzelem
- Tour de Cote d'Or: összetett 13., 1 szakaszgyőzelem

1997
- U23-as világbajnokság időfutam: 2. hely
- U23-as világbajnokság mezőnyverseny: 37. hely
- U23-as Európa-bajnokság időfutam: 4. hely
- U23-as Európa-bajnokság mezőnyverseny: 55. hely
- magyar felnőtt időfutam bajnokság: 1. hely
- magyar felnőtt országúti bajnokság: 3. hely
- Grand Prix Dominger: 4. hely
- Tour de la Haute Marne: összetett 8., 3. szakasz 1. hely
- Grand Prix de la Ville de Delle : 9. hely
- Tour de Franche Comte: 27. hely
- Paris–Roubaix Espoirs: 2. hely
- Boucles de la Mayenne: 5. hely
- Duo Normand páros időfutam (párja: Fabrice Paumier): 4. hely
- Milano-Torino: 87. hely
- Chrono des Herbiers U23: 2. hely

1998
- U23-as világbajnokság időfutam: 5. hely
- U23-as világbajnokság mezőnyverseny: 61. hely
- U23-as Európa-bajnokság időfutam: 3. hely
- U23-as Európa-bajnokság mezőnyverseny: 32. hely
- magyar felnőtt időfutam bajnokság: 1. hely
- magyar felnőtt országúti bajnokság: 2. hely
- Ronde des Pyrenees: 19. hely
- Boucles Catalanes: 15. hely
- Circuit Mediterraneen: 15. hely
- Circuit de la Vallée du Bedat: 4. hely
- Prix Mathias Nomblot: 21. hely
- Paris-Troyes: 21. hely
- La Ronde du Cognac: 20. hely
- Grand Prix de Saint-Étienne Loire: 1. hely
- Noctur de Lure: 9. hely
- Tarbes-Sauveterre: 40. hely
- Tour du Finistere: 10. hely
- Paris–Roubaix Espoirs: 35. hely
- Prix de la St. Pierre aux Avenieres: 17. hely
- GP de Soissons Trophée Cité Clovis: 51. hely
- Chrono Champenois: 1. hely
- GP de la Vilié de la Charite-sur-Loire: 5. hely
- Trophée des Alpes de la Mer: 16. hely
- GP des Nations U23: 8. hely
- Trophee Mavic: 1. hely
- Chrono des Herbiers U23: 2. hely

1999
- Circuit Berrichon: 8. hely
- Tour du Charolais: 2. hely
- Tour de la Manche: 5. hely
- Tour de Gironde: 1. hely, 1 szakaszgyőzelem
- Tour de la Somme: 6. hely
- Tour de l’Avenir: 71. hely
- GP des Nations: 13. hely
- Chrono des Herbiers: 4. hely

2000
- Mediterrán körversenyen: 134. hely
- Vuelta a la Argentína: prológ 1. hely
- Nokere Koerse: 64. hely
- Tour de Normandie: 13. hely, 1 szakaszgyőzelem
- Békeverseny: 61. hely
- Szlovén körverseny: 11. hely, 1 szakaszgyőzelem
- Coppa delle Nazioni: 5. hely
- Svéd körverseny: 41. hely
- magyar felnőtt időfutam bajnokság: 1. hely
- magyar felnőtt országúti bajnokság: 1. hely
- Criterium De Dijon: 8. hely
- Dijoni időfutam: 1. hely
- Criterium de Marcoles: 14. hely
- Regio Tour: 11. hely
- Ronde van Nederland: 21. hely
- Tour de l’Avenir: 21. hely, 1 szakaszgyőzelem
- GP des Nations: 3. hely
- Duo Normand páros időfutam (párja: Daniele Nardello): 1. hely
- Circuit Franco-Belge: 9. hely
- világbajnokság időfutam: 3. hely
- Chrono des Herbiers: 3. hely

2001
- Mallorcai körverseny: 16. hely
- Tour méditerranéen: 43. hely
- Trofeo Laigugleia: 38. hely
- Giro Riviéra Ligure Ponente: 1. hely, 1 szakaszgyőzelem
- Vuelta ciclista a Murcia: 63. hely
- Circuit du Brabant Wallon: ?
- Omloop van het Waasland-Kemzeke: 26. hely
- Critérium International: 41. hely
- KBC Driedaagse van De Panne - Koksijde: 36. hely
- Békeverseny: 12. hely
- Tro-Bro Léon: 19. hely
- Schynberg Rundfahrt: 17. hely
- Tour of Sweden: 5. hely, 1 szakaszgyőzelem
- Omloop van de Westkust-de panne: 11. hely
- magyar felnőtt időfutam bajnokság: 1. hely
- magyar felnőtt országúti bajnokság: 4. hely
- Volta ao Alentejo: 1. hely, 1. szakaszgyőzelem
- Regio Tour: 70. hely
- Joseph Voegeli memorial páros időfutam (párja: Fabian Cancellara): 5. hely
- Tour de l’Avenir: 31. hely, 2 szakaszgyőzelem
- GP des Nations: 2. hely
- GP Bruno Beghelli: 25. hely
- Paris-Bourges: 36. hely
- Paris-Tours: 81. hely
- világbajnokság időfutam: 5. hely
- világbajnokság mezőnyverseny: 93. hely
- Chrono Des Herbiers: 2. hely

2002
- Tour Down Under: 50. hely
- Tour méditerranéen: 37. hely
- Omloop Het Volkon: 13. hely
- Kuurne-Bruxelles-Kuurne: 77. hely
- Párizs–Nizza: 24. hely, 1 szakaszgyőzelem
- Milánó–Sanremo: 164. hely
- Dwars door Vlaanderen: 2. hely
- Grote Prijs E3-Harelbeke: 17. hely
- Driedaagse van De Panne-Koksijde: 16. hely
- Flandriai körverseny: 45. hely
- Gent-Wevelgem: 22. hely
- Scheldeprijs Vlaanderen: 93. hely
- Tour de Romandie: 87. hely
- Deutschland Tour: 37. hely
- Coppa delle Nazioni-Memorial Fausto Coppi: 2. hely
- magyar felnőtt időfutam bajnokság: 1. hely
- magyar felnőtt országúti bajnokság: 10. hely
- Tour de France: 62. hely
- HEW Cyclassics: 107. hely
- Post Danmark Rundt: 3. hely, 1 szakaszgyőzelem
- GP Eddy Merckx páros időfutam (párja: Fabian Cancellara): 1. hely
- Giro di Romagna: 59. hely
- Párizs-Brüsszel: 42. hely
- GP de Fourmies: 4. hely
- GP des Nations: 2. hely
- világbajnokság időfutam: 4. hely
- Chrono Des Herbiers: 4. hely
- Japán nagydíj: 20. hely

2003
- Route Adélie: 70. hely
- GP de la Ville de Rennes: 68. hely
- Circuit de la Sarthe: 47. hely
- 4 Jours de Dunkerque: 70. hely
- Tour de Belgique: 21. hely
- Deutschland Tour: 16. hely
- Route du Sud: 47. hely
- magyar felnőtt időfutam bajnokság: 1. hely
- Tour de France: 108. hely
- Karlsruhe Versicherungs GP páros időfutam (párja: Michael Rogers): 9. hely
- Ronde van Nederland: 15. hely
- GP Eddy Merckx páros időfutam (párja: Michael Rogers): 2. hely
- Delta Ronde van Midden-Zeeland: 4. hely
- Paris-Bruxelles: 2. hely
- GP de Fourmies: 74. hely
- GP des Nations: 5. hely
- Circuit Franco-Belge: 21. hely
- világbajnokság időfutam: 15. hely
- világbajnokság mezőnyverseny: 39. hely
- Chrono des Herbiers: 6. hely

2004
- Tour Down Under: 32. hely
- Tour méditerranéen: 44. hely
- Tour du Haut Var: 31. hely
- Classic Haribo: 48. hely
- Driedaagse van West-Vlaanderen: 64. hely
- Tirreno–Adriatico: 73. hely
- Dwars door Vlaanderen: 44. hely
- Critérium International: 55. hely
- Driedaagse van De Panne-Koksijde: 14. hely, 1 szakaszgyőzelem
- Gent–Wevelgem: 25. hely
- Paris–Roubaix: 52. hely
- Giro del Trentino: 32. hely
- Tour du Languedoc-Roussillon: 22. hely
- Tour de Luxembourg: 50. hely
- Tour de Suisse: 24. hely
- magyar felnőtt időfutam bajnokság: 1. hely
- Tour de la Region Wallonne: 37. hely
- olimpiai játékok, mezőnyverseny: 74. hely
- olimpiai játékok, időfutam: 22. hely
- Ronde van Nederland: 9. hely

2005
- Tour Down Under: 17. hely
- Etoile de Bessèges: 35. hely
- Milan - San Remo: 87. hely
- Dwars door Vlaanderen: 92. hely
- Ronde van Vlaanderen: 77. hely
- Gent–Wevelgemen: 63. hely
- Tour du Finistère: 25. hely
- Tro Bro Lèon: 38. hely
- Tour de Romandie: 57. hely
- Tour de Picardie: 48. hely
- GP de Villers: 29. hely
- Tour de Vendée: 2. hely
- Tour de Luxembourg: 1. hely, 1 szakaszgyőzelem

2006
- Österreich-Rundfahrt - Tour of Austria 6. szakasz - győzelem
- Magyar országúti időfutam bajnokság - győzelem
- Magyar országúti mezőnyverseny - győzelem
- Deutschland Tour 7. szakasz - ezüstérem
- Tour de Luxembourg prológ - ezüstérem

2007
- Chrono des Herbiers - győzelem
- Magyar országúti időfutam bajnokság - győzelem
- Időfutam világbajnokság - ezüstérem
- Magyar országúti mezőnyverseny - ezüstérem
- Deutschland Tour 8. szakasz - ezüstérem
- Vuelta a España 8. szakasz - ezüstérem

2008
- Tour du Distrito Santrem - ezüstérem az összetettben
- Tour du Distrito Santarem - ezüstérem az időfutamon

16 profi győzelem

## Díjai, elismerései
- Az év magyar kerékpározója (1996, 1997, 1998, 2000, 2001, 2002)